# Викторија филм
Викторија филм је основан 20. априла 1989. од стране слободних еминентних филмских радника.
Регистрована је за производњу, обраду, дистрибуцију и приказивање свих врста филмова у филмској и видео техници.
Године 1997. трансформише се у приватну фирму под називом Викторија филм ДОО.
Са овом кућом сарађивали су аутори као што је Зоран Чалић, Милош Радовић, Милош Радивојевић, Ђорђе Кадијевић, Пуриша Ђорђевић, Милорад Милинковић, Дејан Зечевић итд.
Власници предузећа су Слободан Вики Јоцић и Марко Јоцић.

## O компанији
Викторија Филм је филмска продукцијска компанија са седиштем у Србији, основана још 1989. године. Веома је искусна у продукцији, и пружању услуга за међународне копродукције филмова као и за телевизију. У протеклих 30 година и са преко 30 наслова, изградила је јаку репутацију и постала једна од водећих производних компанија у региону.
Викторија Филм је почела првобитно као екстерна продукцијска кућа да ради извршну продукцију тв драма и филмова за РТС, али након неколико година продукције за телевизију, почела је са независним продукцијама за позоришта и сарадњу са реномираним филмским редитељима на њиховим биоскопским остварењима.
Са канцеларијом у Београду, Викторија Филм је структуирана као мала, али високо квалификована и креативна продукцијска кућа у потпуности посвећена својим клијентима.
Викторија Филм има добре контакте са продајним агентима из целог света, а сарађују и са Screen Actors Guild of America (SAG).
Покренута као породични бизнис, њихов циљ, је да осигурају да производња садржаја небитно за филм, позориште или телевизију има све што је потребно да би била успешна, и да се сви осећају као део породице Викторија филма.
Викторија Филм има 30 година искуства у локалном и међународном продукцијском окружењу. Фирма „Викторија” снажно је условњена за филмским радом и причањем прича. Иза фирме је више од 30 наслова као доказ да су озбиљна и амбициозна филмска компанија која ће испоручивати квалитетне производе.
Многе међународне награде показују да се могу произвести и уметнички признати филмове као што су „Ни на небу ни на земљи” или Кордон, али и врхунске филмове као што су комедија „Мртав ’ладан” и акцијски трилер „Четврти човек”.
Последњих година су се више окретали жанровским филмовима за светску публику.
Викторија филма има јасну визију производње филмова за публику широм света и још неколико пројеката који су тренутно у предпродукцији. циљ је да продукција више филмова високог квалитета и великог комерцијалног потенцијала који ће пратити „Зону мртвих” и Мамула образац — снимљени на енглеском језику, са међународним актерима у водећим улогама. Идеја је имати нови и оригинални приступ у жанровској формули који ће привући публику.
Викторија филм пружа и услуге копродукције међународним филмским продукцијама, осигуравајући најбоље могуће искуство у свим фазама филмског стваралаштва за снимање у Србији.
Уз деценијско искуство у филмској продукцији, међународни произвођачи могу да се утеше чињеницом да ће њихова производња бити обрађена са високом професионалношћу.
Ваља поменути искуство у продукцијским услугама за високу буџетску корејско-јапанску копродукцију „The Tenor Lirico Spinto” у режији признатог корејског аутора Ким Санг Ман. Такође, Марко Јоцић, генерални директор компаније, радио је као директор филма (пружајући услуге продукције за снимање у Србији) на средњовековном акцијском спектаклу — „Ironclad: Battle for Blood” у режији Џонатана Енглиша.
Викторија Филм има широку регионалну базу локација, талената и креативности, администрацију итд.
Посвећени су извршавању захтевних третмана и снабдевању клијената са јединственом производном услугом.

## Продукција филмова
| Год.   | Назив                                      | Улога              |
| ------ | ------------------------------------------ | ------------------ |
| 1989-е |                                            |                    |
| 1989.  | Вампири су међу нама                       |                    |
| 1990-е |                                            |                    |
| 1991.  | Брод плови за Шангај                       |                    |
| 1992.  | Девојка са лампом                          |                    |
| 1992.  | Загреб - Београд преко Сарајева            |                    |
| 1993.  | Руски цар (филм)                           |                    |
| 1993.  | Нападач (филм)                             |                    |
| 1994.  | Ни на небу ни на земљи                     |                    |
| 1995.  | Провалник                                  |                    |
| 1995.  | Тераса на крову                            |                    |
| 1996.  | Иван                                       |                    |
| 1996.  | Довиђења у Чикагу                          |                    |
| 1997.  | Танго је тужна мисао која се плеше         |                    |
| 1997.  | Петер Кукац                                | (филм)             |
| 2000-е |                                            |                    |
| 2000.  | Горски вијенац (филм)                      |                    |
| 2001.  | Виртуeлна стварност (филм)                 |                    |
| 2002.  | Кордон (филм)                              |                    |
| 2002.  | Мртав ’ладан                               |                    |
| 2006.  | Условна слобода                            | захвала на сарадњи |
| 2007.  | Несрећа увек има тенденцију да се повећава | краткометражни     |
| 2007.  | Четврти човек                              |                    |
| 2009.  | Зона мртвих                                |                    |
| 2012.  | Сахрана (тв филм)                          |                    |
| 2012.  | Залет                                      |                    |
| 2012.  | Доктор Реј и ђаволи                        |                    |
| 2014.  | Једном једна башта                         |                    |
| 2014   | Мамула (филм)                              |                    |
| 2014.  | Тенор (филм)                               | копродукција       |
| 2015.  | Птица (филм)                               | копродукција       |
| 2015.  | Night Line                                 | копродукција       |
| 2016.  | Процеп (филм)                              |                    |
| 2019.  | Такси блуз                                 |                    |
| 2024.  | Изолација (филм)                           |                    |
| 2026.  | Свадба (филм из 2026)                      |                    |